# Морозов, Григорий Павлович (архитектор)
Григо́рий Па́влович Моро́зов (1920—1992) — советский архитектор, архитектор Ленинграда. Автор научных статей и изобретений по вантовым покрытиям. Лауреат Государственной премии СССР. Участник Великой Отечественной войны.

## Биография
В 1948 году окончил архитектурный факультет Ленинградского института живописи, скульптуры и архитектуры им. И. Е. Репина и в течение десяти лет работал в институте «Гипроалюминий». С 1958 до 1960 года работал в Ленинградском филиале Академии строительства и архитектуры СССР, потом в институте «Ленпроект» (1960—1961), в Центральном научно-исследовательском и проектно-экспериментальном институте промышленных зданий и сооружений (1961—1963). С 1964 года был главным архитектором проекта в Ленинградском зональном научно-исследовательском и проектном институте типового и экспериментального проектирования жилых и общественных зданий (ЛенЗНИИЭП), руководил архитектурной мастерской.

## Реализованные проекты
- Дворец спорта «Юбилейный», г. Ленинград (1967)
- Дворец спортивных игр «Зенит», г. Ленинград (1974—1976)
- Судоверфь на Петровской косе
- Главный досмотровый зал таможни на границе с Финляндией
- Летний каток «Сокольники» в Москве
- Пансионат «Заря», п. Репино
- Дом-музей К. Э. Циолковского, г. Калуга
- Каток и гостиничный комплекс в г. Сестрорецке